# 17P/Holmes
17P/Holmes ist ein periodischer Komet der Jupiter-Familie. Die Bahn des Kometen verläuft zwischen dem Mars und dem Jupiter mit einer Umlaufzeit von etwa sieben Jahren.

## Entdeckungsgeschichte

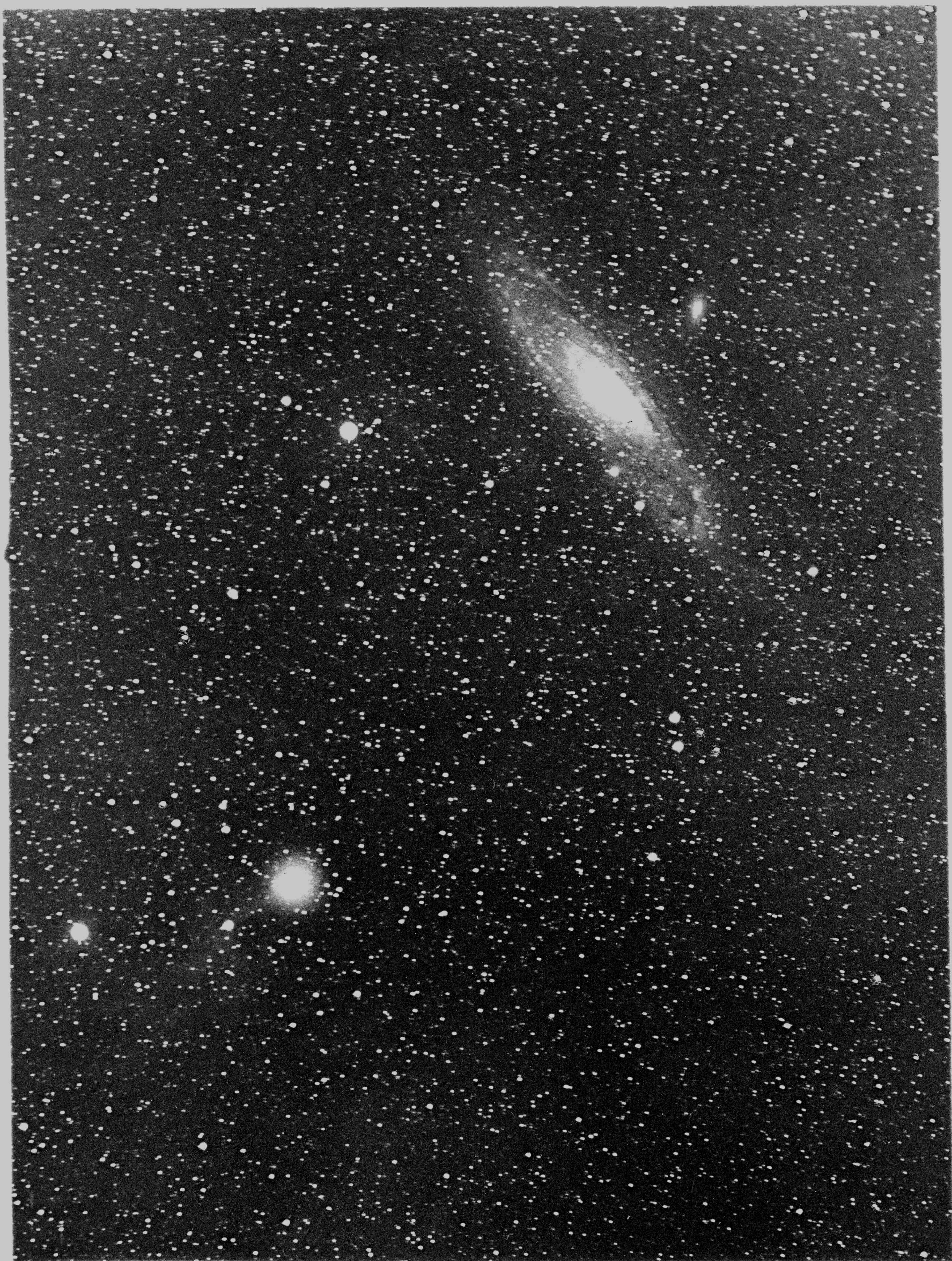
17P/Holmes am 10. November 1892 in der Nähe der Andromedagalaxie

Am 6. November 1892 entdeckte der britische Amateurastronom Edwin Holmes in der Nähe des Andromedanebels kurz vor Mitternacht einen Kometen, dessen genaue Position er jedoch auf Grund der dichten Wolkendecke erst nach Mitternacht bestimmen konnte – dieser Umstand führt dazu, dass mitunter auch der 7. November als Entdeckungszeitpunkt angegeben wird.
Der Komet war während des gesamten Monats November mit bloßem Auge sichtbar. Mitte Januar 1893 war der Komet nur noch ein Objekt etwa 10. Größenklasse, bevor seine Helligkeit noch einmal den Bereich der 8. Größe erreichte. Da der Komet der Sonne niemals näher kommt als der Planet Mars, ist die Entdeckung auf einen Helligkeitsausbruch zurückzuführen.
1899 und 1906 gelangte 17P/Holmes wieder in den sonnennächsten Teil seiner Umlaufbahn, wobei er jeweils ein extrem lichtschwaches Objekt blieb. Nach 1906 wurde er nicht mehr aufgefunden und galt lange Zeit als verschollen. Im Jahr 1963 kam Brian Marsden auf Grund neuer Bahnberechnungen zu dem Schluss, dass sich die Umlaufbahn des Kometen verändert haben müsse. Mit den neuen Bahndaten wurde 17P dann im Jahr 1964 wiedergefunden und seitdem regelmäßig beobachtet.

## Helligkeitsausbruch 2007

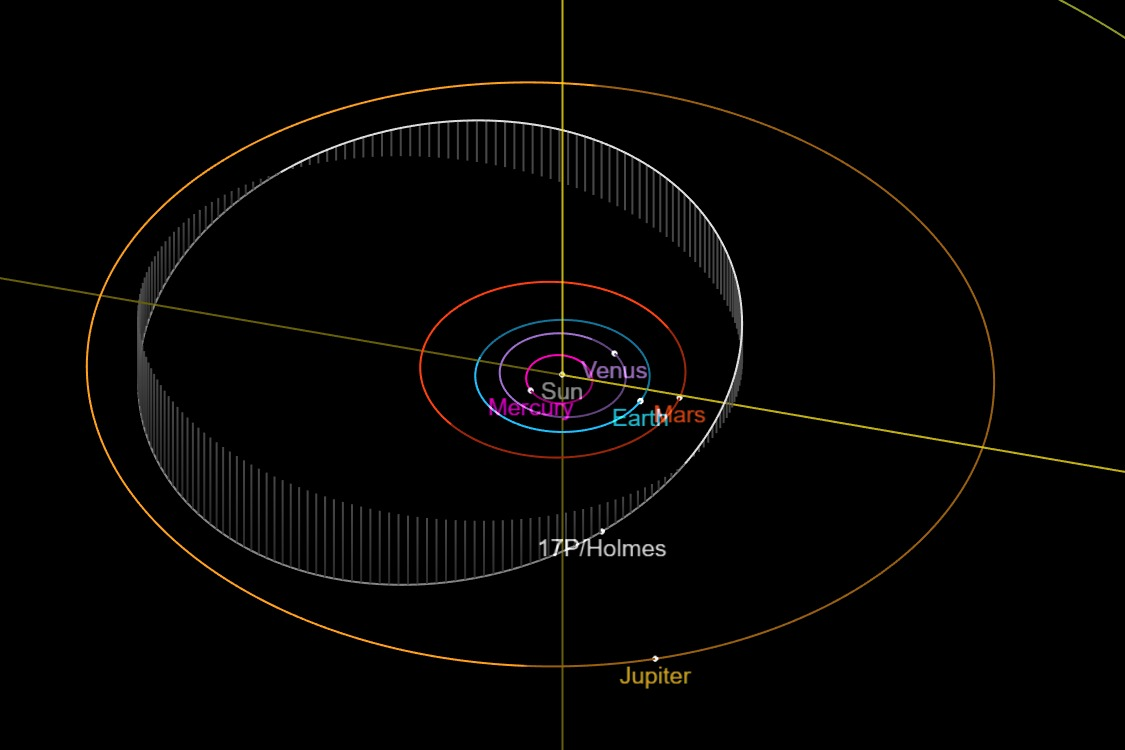
Umlaufbahn von 17P/Holmes

Aufnahme vom 2. November 2007, Aufnahmedauer: 186 Minuten

Am 4. Mai 2007 erreichte 17P erneut den sonnennächsten Punkt seiner Bahn. Seitdem war seine Helligkeit auf unter 16 mag abgesunken. Am frühen Morgen des 24. Oktober 2007 meldete ein Beobachter auf Teneriffa, dass der Komet viel heller als erwartet sei. Kurz danach schätzte Bob King die Helligkeit von Minnesota aus auf 7,1 mag. Einige Stunden später konnte derselbe Beobachter ihn bereits als Objekt 4. Größenklasse mit bloßem Auge sehen. Noch einmal 6 Stunden später wurde von japanischen und italienischen Beobachtern eine Helligkeit von 2,8 mag angegeben; in der Nacht vom 24. auf den 25. Oktober 2007 wurden aus Nordamerika 2,6 mag gemeldet. 17P hat seine Helligkeit binnen kürzester Zeit um das 500.000-fache gesteigert. Seit dem Ausbruch nimmt der Durchmesser der Koma um 97.000 km/Tag zu, d. h. der Radius ändert sich um 0,56 km/s (7. November 2007). Am 9. November war 17P mit seinem Schweif noch vor der Sonne das größte Objekt im Sonnensystem.
Die Ursache dieses Ausbruchs kann ein Zusammenstoß mit einem größeren Felsbrocken, ein Aufbrechen der Oberfläche oder gar das Zerbrechen des Kometenkerns sein. Das hat zur Folge, dass große Mengen an Staub freigesetzt werden. Wie sich in spektroskopischen Analysen zeigt, wird das Sonnenlicht an diesem Material reflektiert. Ein konkreter Auslöser, der den Staub freigesetzt hat, ist jedoch nicht bekannt.
17P/Holmes war Anfang November 2007 1,60 AE (242 Mio. km) von der Erde entfernt und im Sternbild Perseus zu finden. Mit bloßem Auge erkannte man einen leicht gelblichen „Nebelfleck“. Im Teleskop war eine im Zentrum eher weißliche, im Außenbereich grünliche Koma mit einem scheinbaren Durchmesser von rund 40 Bogenminuten sichtbar (wahrer Durchmesser mehr als 2 Millionen Kilometer). Im weiteren Verlauf hat 17P einen bereits mit starken Feldstechern erkennbaren Schweif entwickelt; dieser erschien damals sehr kurz, da er fast genau von der Erde wegzeigt. Holmes’ Helligkeit lag am 5. November 2007 unverändert bei etwa 2,5 mag, mit ganz leichter Tendenz nach unten. Am 20. November 2007 hatte er seine Helligkeit bereits auf 3,1 mag verringert.
Auch im Februar 2008 war der Komet noch beobachtbar. Die Helligkeit war jedoch auf Magnitude 5,0 gesunken.